# 블레이드 앤 소울
《블레이드 앤 소울》(Blade & Soul)은 엔씨소프트가 서비스 중인 무협 컨셉의 대규모 다중 사용자 온라인 롤플레잉 게임 및 애니메이션이다. 여는곡은 중화인민공화국의 여성그룹 SNH48 유닛 Color Girls의 미소녀 시대이다.

## 개요
2006년에 프로젝트 M이라는 이름으로 개발이 시작되었고, 2008년 E3에서 최초로 공개되었으며, 같은 해 7월 31일에 ‘블레이드 앤 소울 (Blade and soul)’이라는 이름을 확정하였다. 게임 개발에 투입된 유명 개발자로는 배재현PD(現엔씨소프트 부사장)와 김형태 AD(현재 퇴사상태)가 있다. 본 작품의 특징은 일러스트와 게임내 구현된 3D모델링의 차이가 거의 없다는 점과 극한까지 액션을 강조한 독특한 전투 시스템이다. 몽환적인 동방테마의 게임배경을 바탕으로 음악가 이와시로 타로(岩代 太郎,Taroh Iwashiro)가 참여해 게임의 완성도를 높혔다. 2012년 대한민국 게임대상을 수상했다.
2016년 12월 14일, 블레이드 앤 소울은 유료화 서비스에서 부분유료화 서비스로 전환하였다.

## 종족과 직업
- 건족 - 검사,권사,기공사,기권사,격사,궁사
- 곤족 - 역사,권사,기공사,기권사,투사
- 진족 - 검사,권사,암살자,주술사,기권사,격사,투사,궁사

- 린족 - 기공사,소환사,린검사,주술사,격사,암살자,천도사

## 삽입곡
이와시로 타로(Taroh Iwashiro)의 지휘에 따라 100여명의 악기 연주자들에 의해 일본 도쿄 도에 자리한 아바코 크리에이티브 스튜디오에서 3개월 동안 녹음되었다. 8월 2일, 소니 뮤직을 통해 디지털 다운로드로 판매를 시작하였으며 녹음된 음악을 담은 첫 번째 음반은 8월 13일 발매되었다. 다음 두 번째 음반은 9월에 발매되었다.
전체 작곡: 이와시로 타로
| #             | 제목                                   | 재생 시간 |
| ------------- | -------------------------------------- | --------- |
| 1.            | 〈블레이드 & 소울 (Intro)〉            | 6:04      |
| 2.            | 〈창공으로의 비상 (경신테마)〉         | 3:48      |
| 3.            | 〈숲속의 노래 (월드 테마)〉            | 3:12      |
| 4.            | 〈검에 한 맹세 (진 테마)〉             | 3:18      |
| 5.            | 〈용의 후예 (곤 테마)〉                | 3:32      |
| 6.            | 〈꽃의 정령 (건 테마)〉                | 3:40      |
| 7.            | 〈꼬마목동 (린 테마)〉                 | 3:07      |
| 8.            | 〈백색결의 (무림맹 테마)〉             | 3:40      |
| 9.            | 〈어둠의 기원 (혼천교 테마)〉          | 3:42      |
| 10.           | 〈흥겨운 축제 (신룡공상 테마)〉        | 3:08      |
| 11.           | 〈검은 약탈자 (충각단 테마)〉          | 3:07      |
| 12.           | 〈마교도의 기원 (사마교 테마)〉        | 3:29      |
| 13.           | 〈혈전 (배틀 테마)〉                   | 4:12      |
| 14.           | 〈강대한 제국 (풍제국 테마)〉          | 3:42      |
| 15.           | 〈황혼의 깃발 (운제국 테마)〉          | 3:29      |
| 16.           | 〈영웅의 진격 (배틀 테마)〉            | 3:29      |
| 17.           | 〈끝없는 추적 (배틀 테마)〉            | 3:14      |
| 18.           | 〈최후의 결전 (던전 테마)〉            | 3:41      |
| 19.           | 〈묵화의 상처 (진서연 테마)〉          | 2:26      |
| 20.           | 〈항아리 도적단 (항아리 도적단 테마)〉 | 2:13      |
| 21.           | 〈석양의 그림자 (Outro)〉              | 4:45      |
| 총 재생 시간: | 총 재생 시간:                          | 141:9     |

## 애니메이션
2014년 4월 4일 일본의 애니메이션 두 감독인 하마사키 히로시와 타케우치 히로시는 본 게임의 원작으로 애니메이션화로 제작하여 TBS에서 방영하였다. 또한 대한민국에서는 애니플러스에서 방영되었다. 시즌1의 13회차가 넷플릭스에 등재되었다.